# تور هنینگ هامره
تور هنینگ هامره (نروژی: Tor Henning Hamre؛ زادهٔ ۴ آوریل ۱۹۷۹) بازیکن فوتبال اهل نروژ بود.
از باشگاه‌هایی که در آن بازی کرده‌است می‌توان به باشگاه فوتبال فلورا تالین و باشگاه فوتبال وولرنگا اشاره کرد.